# Kalnik (Białoruś)
Kalnik (biał. Кальнік; ros. Кальник) – wieś na Białorusi, w obwodzie witebskim, w rejonie dokszyckim, w sielsowiecie Biehomla. W 2009 roku liczyła 4 mieszkańców.